# Sedlec (Prag)

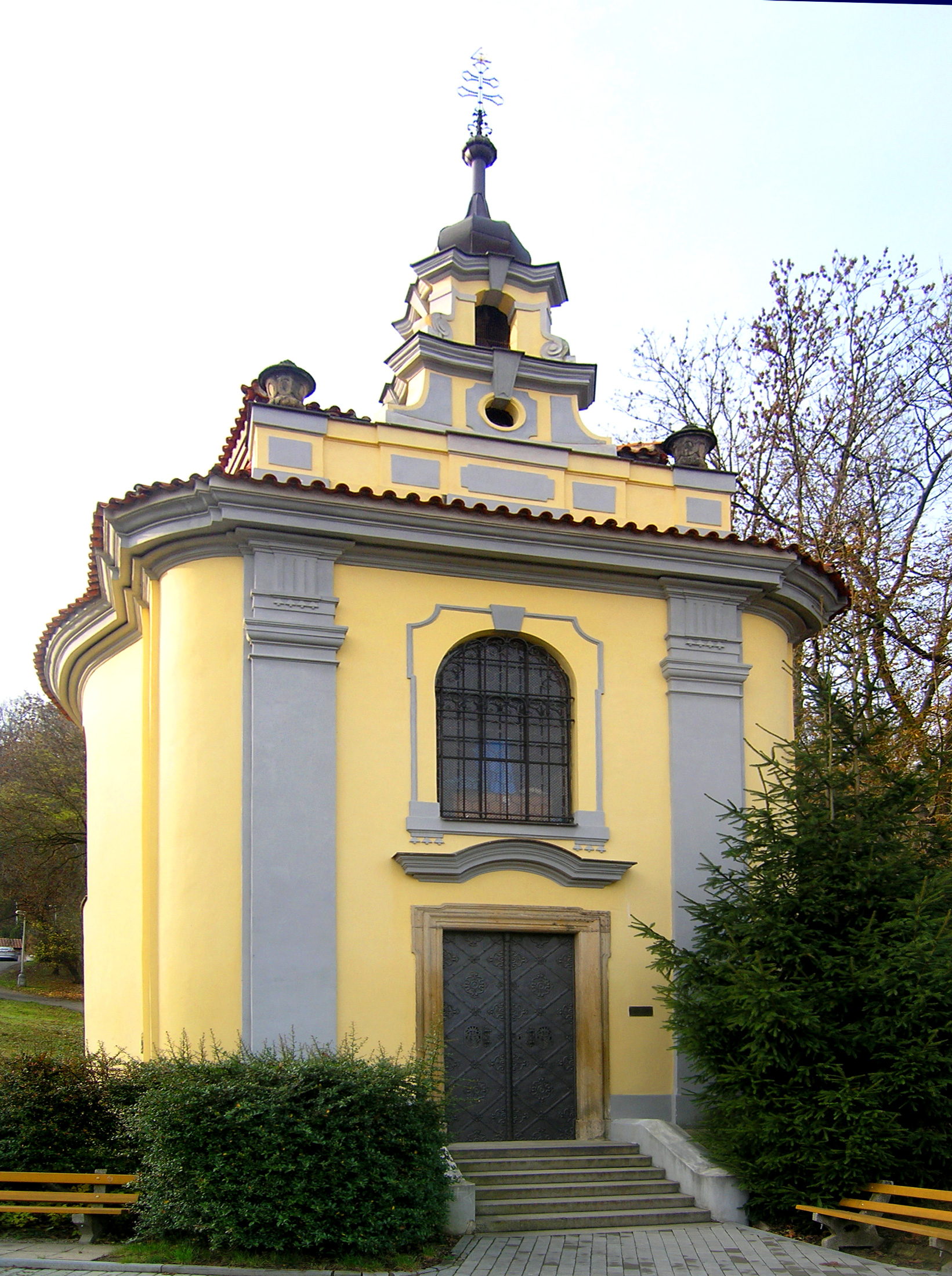
Kapelle der hl. Dreifaltigkeit

Sedlec (deutsch Selz) ist ein Ortsteil der tschechischen Hauptstadt Prag. Er liegt sechs Kilometer nördlich des Prager Stadtzentrums und gehört anteilig zu den Stadtteilen Praha 6 bzw. Praha-Suchdol im 6. Stadtbezirk.

## Geographie
Sedlec befindet sich am linken Ufer der Moldau in der Prager Hochfläche (Pražská plošina). Südöstlich erhebt sich die Palírka (267 m). Durch Sedlec führt die Staatsstraße II/242 von Prag nach Roztoky, von der im südlichen Teil des Ortes die Straße II/241 nach Statenice abzweigt. Entlang der Moldau verläuft die Bahnstrecke Praha–Děčín.
Nachbarorte sind Nový Suchdol, Za Hájem, Tříkrálka, Zámky, Roztoky und Brnky im Norden, Čimice im Nordosten, Bohnice im Osten, Podhoří, Bosna und Troja im Südosten, Baba und Podbaba im Süden, Lysolaje im Südwesten, Výhledy und Bidovec im Westen sowie Nový Suchdol und Starý Suchdol im Nordwesten.

## Geschichte
Sedlec wurde im 10. Jahrhundert durch die Přemysliden am Weg zwischen Prag und Levý Hradec gegründet. Herzog Boleslav II. widmete das Dorf im Jahre 999 dem neu errichteten Benediktinerkloster Insula. Im 14. Jahrhundert gehörte Sedlec zu den Gütern der Prager Propstei, danach dem Kloster Strahov. Während der Hussitenkriege ging das Gut in den Besitz der Prager Altstadt über. Später wechselten sich die Kirche St. Maria auf der Lache (Kostel Panny Marie Na louži) in der Prager Altstadt, die Teynkirche und die Prager Propstei als Besitzer des Gutes ab. 1725 ließ der Gutspächter, der Prager Bürger und Wechselherr Franz Joseph Moser die Kapelle der Hl. Dreifaltigkeit erbauen. Zugleich stiftete Moser 100 Gulden zur Unterhaltung des Gottesdienstes, der nur am Kirchfest und auf Wunsch der Obrigkeit abgehalten wurde. Das Armeninstitut wurde 1833 gegründet. Zu den weiteren Pächtern gehörten u. a. der Chronist J. B.  Labler  und der Prager Bürgermeister František Václav  Pštross.
Im Jahre 1843 umfasste das Gut Selz eine Nutzfläche von 129 Joch 696 Quadratklafter. Besitzer des durch das Prager Kirchenamt verwalteten Gutes war die Teynkirche. Das Jagdrevier gehörte zum Reservat des Generalkapitäns des Königreiches Böhmen, Erzherzog Karl, und war zeitweilig verpachtet. Dem Gut waren das gleichnamige Dorf sowie vier Häuser von Podhoř (Podhoří) untertänig. Das Dorf Selz / Sedletz lag nördlich der Welwarner Straße und bestand aus 17 Häusern mit 152 tschechischsprachigen Einwohnern, darunter zwei protestantischen Familien. Im Ort gab es die öffentliche Kapelle der hl. Dreifaltigkeit und ein Wirtshaus. Die Bewohner lebten vom Feld- und Gartenbau, dem Obsthandel und Fischfang. Pfarrort war Bohnitz. Bis zur Mitte des 19. Jahrhunderts war Selz ein landtäfliges Gut.
Nach der Aufhebung der Patrimonialherrschaften bildete Sedlec / Selz ab 1850 einen Ortsteil der Gemeinde Lysolaje im Bezirk und Gerichtsbezirk Smíchov. Die zu dieser Zeit von der k.k. Nördliche Staatsbahn hergestellte Bahnverbindung zwischen Prag, Bodenbach und Dresden brachte zunehmend Ausflügler aus Prag in die landschaftlich attraktive Gegend im Moldautal und Sedlec entwickelte sich zu einer Sommerfrische mit Hotels und Gasthäusern. Zum Ende des 19. Jahrhunderts siedelten sich in Sedlec auch erste Industriebetriebe an. Ab 1908 wurde das Ortsbild vom Gasthaus U Slona in Form eines Elefanten geprägt. Zu Beginn des 20. Jahrhunderts wurde das Dorf als Sedlec t. Selc bezeichnet, seit 1924 führt es den amtlichen Namen Sedlec. Im Jahre 1922 wurde Sedlec im Zuge der Schaffung eines „Groß Prag“ nach Prag eingemeindet und gehörte ab 1927 zum Stadtbezirk Prag XIX.
1947 wurde das Dorf im Zuge der Neugestaltung der Verwaltungsbezirke in Prag dem neuen Stadtbezirk Prag 6 zugeordnet. In der zweiten Hälfte des 20. Jahrhunderts entstand im Industriegebiet ein Komplex von Kühlhäusern, der zum größten Betrieb in Sedlec wurde.
Am 30. Oktober 1975 stürzte bei Nebel eine mit 120 Personen besetzte jugoslawische DC-9 aus Tivat im Landeanflug auf den Flughafen Prag in die Kleingartenkolonie zwischen Suchdol und Sedlec. Dabei starben 71 Fluggäste und vier Besatzungsmitglieder. Fünf Gartenhäuser brannten nieder, weitere zehn wurden durch die Flugzeugtrümmer zerstört.
Im Jahre 1990 wurde im Zuge einer Neustrukturierung der Prager Verwaltungsbezirke aus den Ortsteilen Suchdol und Sedlec der Stadtteil Praha-Suchdol gebildet. Im Jahre 1991 wurden in Sedlec 779 Einwohner gezählt. Beim Zensus von 2001 lebten in den 182 Wohnhäusern von Sedlec 739 Personen. Zum 1. Jänner 2005 wurde Sedlec geteilt, dabei wurde der an der Moldau gelegene Anteil Dolní Sedlec mit dem Ort Sedlec und dem Industriegebiet A (Sedlec-průmyslový obvod A) dem Stadtteil Praha 6 zugeschlagen.
Künftig wird der Prager Schnellstraßenring D 0 nördlich von Sedlec im Naturdenkmal Sedlecké skály die Moldau überqueren.

### Wirtshaus Elefant
Eine besondere touristische Attraktion bildete ab 1908 das Wirtshaus Elefant. Die Eisenkonstruktion war von Jan Kieswetter nach einem Entwurf des Bildhauers Karel Novák für die Erste Prager Bürgerbrauerei zu Holešovice als Werbung für die Ausstellung der Handels- und Gewerbekammern auf dem Prager Messegelände errichtet worden. Die den Schutzpatron der Brauer und drei Bierfässer tragende Figur bot im Inneren Räumlichkeiten für Schank, Lab und Tanz.
Nach Beendigung der Ausstellung kaufte der Sedlecer Gastwirt Šenk den Elefanten und ließ ihn für 15.000 Kronen in den Garten seines Gasthauses „Zum Löwen“ umsetzen.
Josef Pivoňka pachtete 1914 den Elefanten und versetzte ihn in den Garten seines Hotels California. Nach dem Ersten Weltkrieg erwarb er ihn käuflich und bewirtschaftete ihn als Restaurant U Slona ‚Zum Elefanten‘. Während des Zweiten Weltkrieges, als im Hotel California Wlassow-Soldaten einquartiert waren und den Elefanten als Zielscheibe benutzten, begann der Niedergang der einstigen Touristenattraktion.
In den 1950er Jahren brach das Hinterteil zusammen. Da die Ruine des Elefanten mit den herausragenden Eisenträgern an der Bahnstrecke lag, wurde ihr Verfall auch von zahlreichen Durchreisenden nach Prag wahrgenommen. Pivoňka ließ einige Reparaturen vornehmen; für eine Wiederherstellung fehlten ihm jedoch die Mittel und ein Unterstützungsgesuch an den Ortsvorstand blieb erfolglos. Als Pivoňka 1969 im Alter von 92 Jahren verstarb, fiel die Entscheidung zum Abriss des einstigen Wahrzeichens. Im Jahre 1974 wurden die Trümmer des Elefanten beseitigt.

## Ortsgliederung
Der Ortsteil Sedlec bildet einen Katastralbezirk; er gliedert sich in die vier Siedlungseinheiten Budovec, Sedlec-průmyslový obvod B, Sedlec-průmyslový obvod A und Starý Sedlec A. Erstere beiden sind Teil des Stadtteiles Praha-Suchdol, die anderen des Stadtteiles Praha 6.

## Sehenswürdigkeiten
- barocke Kapelle der hl. Dreifaltigkeit, sie wurde 1725 auf Kosten des Prager Bürgers und Wechselherrn Franz Joseph Moser erbaut
- Naturdenkmal Sedlecké skály, Felsgebilde nördlich des Dorfes an der Moldau
- Naturdenkmal Podhoří, Felsengebilde östlich des Dorfes am gegenüberliegenden Moldauufer